# Souroubea
Genre
Synonymes
Selon Tropicos (23 mars 2022) :
- Logania J.F. Gmel.
- Loghania Scop.
- Surubea J. St.-Hil.

Souroubea est un genre de plantes à fleurs de la famille des Marcgraviaceae, comportant 21 à 27 espèces néotropicales valides, et dont l'espèce type est Souroubea guianensis Aubl..

## Protologue

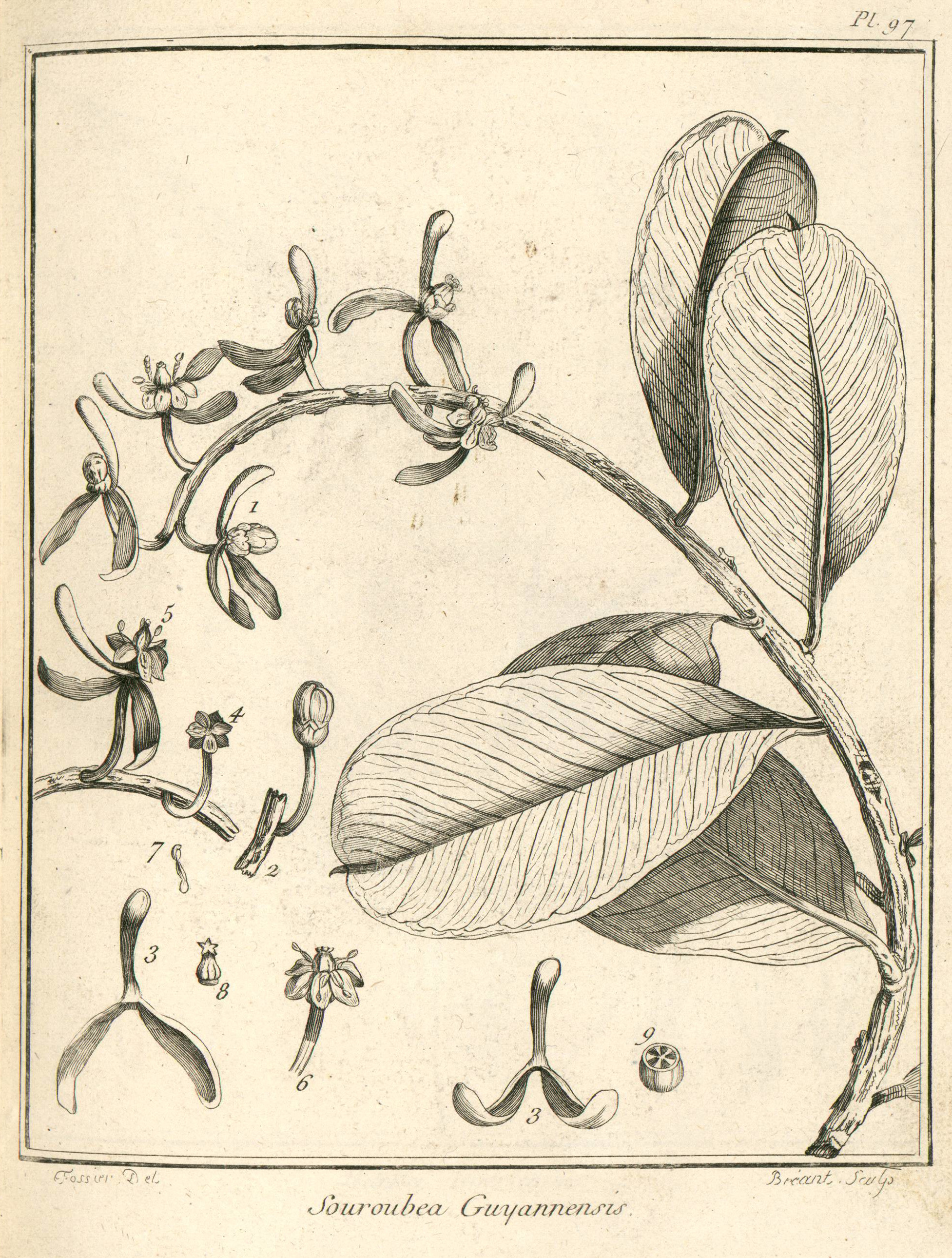
Souroubea guianensis : Planche 97 accompagnant la description du genre Souroubea par Aublet (1775) La fleur & les parties détachées ſont représentées de grandeur naturelle. La coupe de l'ovaire eſt groſſie. - 1. Bouton de fleur. - 2. Bouton de fleur ſans ſoutien. - 3. Corps qui ſoutiennent le calice. - 4. Calice. - 5. Fleur épanouie. - 6. Fleur épanouie ſans ſoutien. - 7. Étamine. - 8. Diſque. Ovaire. Stigmate. - 9. Ovaire coupe en travers.

En 1775, le botaniste Aublet propose le protologue suivant : 
« SOUROUBEA. (Tabula 97.)

CAL. Perianthium penta vel hexa-phyllum ; foliolis coriaceis, ſubrotundis, concavis, bail adnatum. Bracteæ carnoſæ, trilobæ, intra duos lobos concavos, pianos, altero lobo tubuloſo, apice obtuſo, clauſo. 
COR. Petala quinque, ſubrotunda, carnoſa, reflexa, receptaculo piſtilli inſerta. 
STAM. Filamenta quinque, bail lata, ſingula ſingulis petalis incumbentia, receptaculo inſerta. Antheræ ſubrotundæ, minimæ, biloculares. 
PIST. Germen ovatum, quinqueſtriatum. Stylus breviſſimus. Stigma craſſiuſculum, planum, quinqueradiacum, radiis acutis. 
PER. . . . quinqueloculare. 

SEM. . . . »
— Fusée-Aublet, 1775.

## Liste d'espèces
Selon GBIF (23 mars 2022) :
- Souroubea bicolor (Benth.) (C.Mart.) Delponte
- Souroubea corallina (C.Mart.) (Triana & Planch.) Wittm.
- Souroubea crassipes (Triana de Roon
- Souroubea crassipetala de Gilg & Werderm.
- Souroubea dasystachya Gilg Gilg & Werderm. ex Ule
- Souroubea dasystachya Gilg (Poepp. ex Wittm.) Gilg
- Souroubea didyma (Poepp. Delponte
- Souroubea exauriculata Delponte de Roon
- Souroubea fragilis de V.A.Richt.
- Souroubea gilgii V.A.Richt. V.A.Richt. ex Gilg & Werderm., 1925
- Souroubea gilgii V.A.Richt. Aubl.
- Souroubea guianensis Aubl. (Mart.) de Roon
  - Souroubea guianensis subsp. amazonica (Mart.) (Wittm.) de Roon
  - Souroubea guianensis subsp. cylindrica (Wittm.)
  - Souroubea guianensis subsp. guianensis  de Roon
- Souroubea intermedia de (V.A.Richt.) de Roon
- Souroubea loczyi (V.A.Richt.)
  - Souroubea loczyi subsp. loczyi  de Roon
  - Souroubea loczyi subsp. minima de Gilg
- Souroubea pachyphylla Gilg Gilg
- Souroubea peruviana Gilg (Gilg) de Roon
- Souroubea platyadenia (Gilg) de Roon
- Souroubea stichadenia de Gilg
- Souroubea sympetala Gilg Woodson ex DeRoon
- Souroubea vallicola Woodson Woodson ex de Roon
- Souroubea vallicola Woodson Schery
- Souroubea venosa Schery G.Mey., 1818
- Surubea aubletii G.Mey.,

Selon World Flora Online (WFO) (23 mars 2022) :
- Souroubea bicolor (Benth.) Rusby
- Souroubea brachystachya Rusby (Mart.) de Roon
- Souroubea corallina (Mart.) (Triana & Planch.) Wittm.
- Souroubea crassipes (Triana de Roon
- Souroubea crassipetala de Gilg & Werderm.
- Souroubea dasystachya Gilg (Poepp. ex Wittm.) Gilg
- Souroubea didyma (Poepp. Delpino
- Souroubea exauriculata Delpino de Roon
- Souroubea fragilis de V.A.Richt.
- Souroubea gilgii V.A.Richt. Aubl.
- Souroubea guianensis Aubl. de Roon
- Souroubea intermedia de (V.A.Richt.) de Roon
- Souroubea loczyi (V.A.Richt.) Gilg
- Souroubea pachyphylla Gilg Gilg
- Souroubea peruviana Gilg (Triana & Planch.) Wittm.
- Souroubea pilophora (Triana (Gilg) de Roon
- Souroubea platyadenia (Gilg) de Roon
- Souroubea stichadenia de Gilg
- Souroubea sympetala Gilg Woodson ex de Roon
- Souroubea vallicola Woodson Schery
- Souroubea venosa Schery

Selon Tropicos (23 mars 2022) (Attention liste brute contenant possiblement des synonymes) :
- Souroubea amazonica Delpino, 1869
- Souroubea aubletii G. Mey., 1818
- Souroubea auriculata Delpino, 1869
- Souroubea bahiensis Delpino, 1869
- Souroubea belizensis Lundell, 1945
- Souroubea bicolor (Benth.) de Roon, 1967
- Souroubea bicolor (Benth.) Delpino, 1869
- Souroubea brachystachya Rusby, 1912
- Souroubea carcerea Standl. & L.O. Williams, 1950
- Souroubea corallina (Mart.) de Roon, 1975
- Souroubea corallina (Mart.) Delpino, 1869
- Souroubea crassipes (Triana & Planch.) Wittm., 1878
- Souroubea crassipetala de Roon, 1969
- Souroubea dasystachya Gilg & Werderm., 1925
- Souroubea didyma (Poepp. ex Wittm.) Gilg, 1898
- Souroubea exauriculata Delpino, 1869
- Souroubea fragilis de Roon, 1969
- Souroubea gilgii V.A. Richt., 1916
- Souroubea gilgii generic Richter ex Gilg & generic WERDERMANN, 1925
- Souroubea guianensis Aubl., 1775
- Souroubea intermedia de Roon, 1969
- Souroubea jinotegensis Standl. & L.O. Williams, 1950
- Souroubea lepidota (Miq.) Delpino, 1869
- Souroubea loczyi (V.A. Richt.) de Roon, 1967
- Souroubea micrantha Standl. & Steyerm., 1944
- Souroubea pachyphylla Gilg, 1898
- Souroubea peruviana Gilg, 1898
- Souroubea pileata Delpino, 1869
- Souroubea pilophora (Triana & Planch.) Wittm., 1878
- Souroubea platyadenia (Gilg) de Roon, 1967
- Souroubea puberula Standl. & Steyerm., 1944
- Souroubea spitziana Delpino, 1869
- Souroubea stichadenia de Roon, 1969
- Souroubea suaveolens Gilg, 1908
- Souroubea sympetala Gilg, 1898
- Souroubea triandra Lundell, 1937
- Souroubea vallicola Woodson ex de Roon, 1969
- Souroubea venosa Schery, 1940
- Souroubea verrucosa Schery